# 有川神楽
有川神楽（ありかわかぐら）は、長崎県新上五島町有川郷（旧有川町）有川神社に伝わる神楽である。鯛ノ浦地区を除く旧有川町内各地と西海市平島の神社の例祭の際に奉納される。平成14年（2002年）2月12日、有川神楽を含む五島列島の6つの神楽が五島神楽として国の選択無形民俗文化財に選択された。

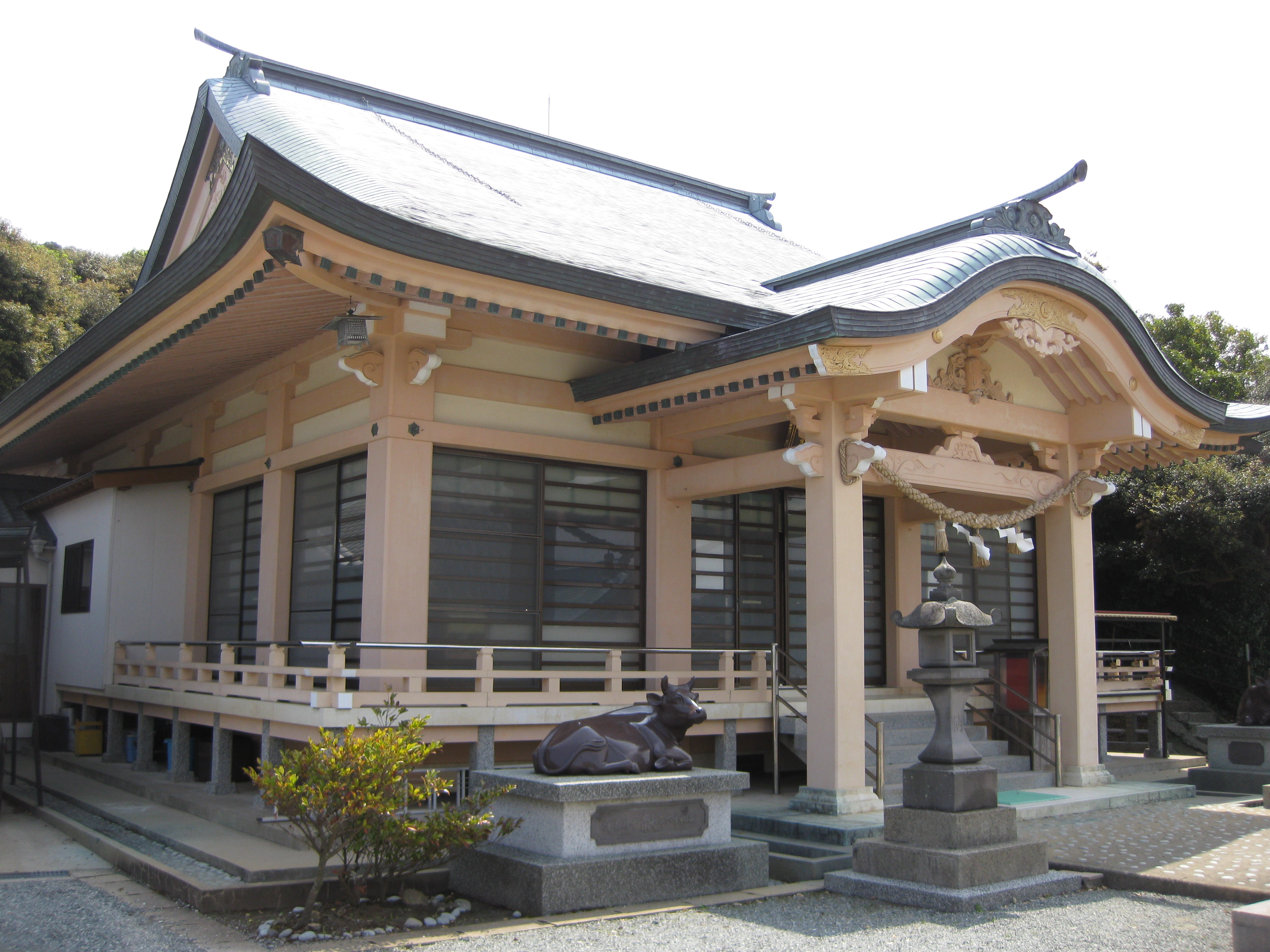
有川神社

## 歴史
正確な創始時期は定かではない。16世紀中には下五島に神楽は存在していたことから、それ以降に伝播、創始したと推察される。また、宝永3年1706年に五島藩藩主五島盛住の代拝として参拝した4名により、神楽が奉奠されたという記録が残っていることから、この時に伝播がなされたとも考えられる。
近年まで宮司家と神道の家の者を中心とした宮方（みやかた）と呼ばれる神楽を舞う組織によって伝承されてきたが、宮方の高齢化と後継者不足により平成19年に有川神楽保存会が結成され多くの町民に門戸が開かれた。

## 演目
有川神楽には二十八番の神楽舞が伝わっている。例祭などにて主に舞われている演目は、
『座祓（ざはらい）』、『左男舞（さおまい）』、『荒塩（あらしお）』、『七五三舞（しめまい）』、『長刀（なぎなた）』、『剣舞（けっかい）』、『恵比須舞（えびすまい）』、『山之真（やまのしん）』、『御幣帛（みてぐら）』、『御剣（みつるぎ）』、『四天王（してんのう）』、『末広舞（すえひろまい）』、『折敷（おしき）』、『八撰花米舞（はっせんはなよねまい）』、『獅子舞（ししまい）』の十五番がある。
あまり舞われていない舞として、
『小幣（こうべ）』、『御潮井桶舞（しおたごまい）』、『将軍舞（しょうぐんまい）』、『神図（かんず）』、『鈴舞（すずまい）』、『山の太郎（やまのたろう）』、『梓弓（あずさゆみ）』、『四剣（よつるぎ）』、『火神舞（ひのかんまい）』の九番があり、伝承が途切れた舞として、『山之下（やまのした）』、『荒平（あらひら）』、『二本剣舞（につるぎまい）』、『宝剣舞（ほうけんまい）』の四番がある。

### 神職舞
神職によって舞われる舞として、『御幣帛』、『山之真』、『末広舞』、『七五三舞』、『梓弓』の五番があり、それ以外の二十三番は宮方、保存会によって舞われる。

### 例祭での演目
例祭の宵祭りでは九番か十一番の舞が舞われ、本祭りでは五番の舞が舞われる。有川神楽では『奇数回』が重要であり、例祭などで偶数回の舞が舞われることはない。
『座祓』、『左男舞』、『荒塩』の三番が『前の三番』と呼ばれ必ず最初に舞われる。『後の三番』として『折敷』、『獅子舞』、『八撰花米舞』が最後に舞われ、その日の奉納舞は終了となる。かつては『宝剣舞』が納めの舞として舞われていたが伝承が途絶えており、『八撰花米舞』で餅を参拝客に撒いて納めとなる。

## 特徴
舞の施設は、拝殿の一間四方の畳二畳分の『舞所』と呼ばれる場所において舞われる。太鼓は神前に向かって左側（社殿の構造によって右側）に縦二本に据えられ、その後方に笛方が控える。舞の途中に歌われる神楽歌を『立句（たっく）』または『言句（いうく）』と言い、この立詞が舞の意味や由来を解説している場合が多い。また、有川神楽の神楽歌は四十四首の和歌を伝承し、古今和歌集から取り入れた和歌が特に多い。

### 舞の特徴
有川神楽の基本となる舞として一人舞の『座祓』、『左男舞』、『荒塩』がある。『座祓』、『左男舞』は順逆（時計回り・反時計回り）を繰り返し舞い、『荒塩』は順逆の中に四方（東南西北）を取り入れ、やや複雑になる。これらの舞を習得すると、その他の舞も覚えていくことができる。

### 舞手・舞方
神楽を舞う人のことを『舞手（まいて）』、『舞方（まいかた）』と呼ぶ。一人舞の舞に前述の『前の三番』、『七五三舞』、『長刀』、『剣舞』、『恵比須舞』、『山之真』、『御幣帛』、『末広舞』、『折敷』、『八撰花米舞』、『御潮井桶舞』、『将軍舞』、『梓弓』、『四剣』、『火神舞』の十七番がある。
二人舞の舞には、『御剣』、『獅子舞』、『小幣』、『神図』、『鈴舞』、『山の太郎』、『荒平』の七番があり、四人で舞われる舞に『四天王』がある。
伝承が途切れたため、舞手の人数がわからなくなった舞に、『山之下』、『二本剣舞』、『宝剣舞』の三番がある。

### 衣装
神職舞以外の神楽を舞う際の衣装は白衣白袴がほとんどで、その上に陣羽織を羽織る舞に『四天王』、『御剣』、『恵比須舞』の三番がある。またその際の被り物として兜、三角陣笠が使用される。白衣白袴に茜襷を掛け、三角陣笠のみ使用される舞に『剣舞』がある。
その他の衣装として、『獅子舞』、『神図』には裁着袴を着用する。『神図』では赤の裁着袴を着用し、上には陣羽織を羽織る。『八撰花米舞』は女性の着物に手拭いを頭に巻き茜襷を掛けて舞われる。
着面の舞として、『恵比須舞』、『神図』、『獅子舞』、『荒平』の四番がある。

### 用具
舞中、最も多く使われる用具として「鈴」が挙げられ二十八番の舞の内、十一番の舞で用いられる。右手に鈴を持ち、左手にその他の用具を持つ場合が多い。
次に多いのが「御幣」で七番の舞がある。その他「剣」を使う舞と「弓」を使う舞、「扇」を使う舞が三番ずつあり、「注連縄」を使う舞と「折敷」を使う舞が二番ずつある。
一つの舞でしか使われない用具として、『八撰花米舞』の「箕・杵」。『神図』の「白杖」、『恵比須舞』の「釣竿」。「日形・月形・星形」の採物を使用する『四天王』、「桶」を使う『御潮井桶舞』などがある。

### 奏楽
有川神楽には笛と太鼓の基本となる『座揃へ（ざぞろえ）』、『道笛・道太鼓』と言われる曲目がある。
笛の曲目として『座揃へ』、『道笛』、『左男舞の笛』、『みだれ』、『折敷の笛』、『獅子舞の笛』、『神図舞の笛』、『早笛』の8曲があり、太鼓の曲種として『座揃へ』、『道太鼓』、『座祓の太鼓』、『左男舞の太鼓』、『みだれ』、『折敷舞の太鼓』、『神図舞の太鼓』、『御幣帛の太鼓』、『獅子舞の太鼓』の9曲種ある。
また、玉串奉奠の際歌われる神楽歌の『神楽歌の太鼓』があり、葬祭の時の『神葬祭の笛』がある。

## 奉奏神社一覧

### 例大祭
- 有川郷・有川神社（10月1、2日）
- 七目郷・潮目天満神社（10月8、9日）
- 赤尾郷・孕神社（10月10、11日）
- 江の浜郷・江ノ濱神社（10月14、15日）
- 西海市平島・豊姫神社（10月17日）
- 小河原郷・乙宮神社（10月23、24日）
- 東神の浦郷・大王神社（10月27、28日）
- 太田郷・志自岐羽黒神社（10月31日、11月1日）
- 友住郷・八坂神社（11月2、3日）

- 有川郷・金比羅神社（4月10日）

### 祇園祭
- 有川郷・有川神社（7月第3金曜、土曜日）